# ان‌جی‌سی ۷۵۴۱
ان‌جی‌سی ۷۵۴۱ (انگلیسی: NGC 7541) یک کهکشان مارپیچی میله‌ای است که در فاصله ۱۰۴ میلیون سال نوری از زمین در صورت فلکی حوت قرار دارد.